# Kanton Trégueux
 Trégueux   is een kanton van het Franse departement Côtes-d'Armor. Het kanton maakt deel uit van het arrondissement Saint-Brieuc.

In 2020 telde het 25.517 inwoners.

Het kanton werd gevormd ingevolge het decreet van 13 februari 2014 met uitwerking op 22 maart 2015, met  Trégueux als hoofdplaats.

## Gemeenten
Het kanton omvat alle gemeenten van het opgeheven kanton Langueux, namelijk : 
- Hillion
- Langueux
- Trégueux
- Yffiniac